# Erwin Nguéma Obame
Erwin Nguéma Obame (Bitam, 7 de março de 1989) é um futebolista profissional gabonense que atua como defensor.

## Carreira
Erwin Nguéma Obame fez parte do elenco da Seleção Gabonense de Futebol na Campeonato Africano das Nações de 2010.